# Eurytoma nalanda
Eurytoma nalanda är en stekelart som beskrevs av T.C. Narendran 1994. Eurytoma nalanda ingår i släktet Eurytoma och familjen kragglanssteklar.
Artens utbredningsområde är Nepal. Inga underarter finns listade i Catalogue of Life.